# Дуйшеєв Арстанбек Дуйшейович
Арстанбек Дуйшейович Дуйшеєв (кирг. Арстанбек Дүйшеев; 16 вересня 1932, село Кечі-Кемін, тепер Кемінський район, Чуйська область, Киргизстан — 30 червня 2003, місто Бішкек, Киргизстан) — киргизький радянський партійний діяч, голова Ради міністрів Киргизької РСР у 1981—1986 роках. Кандидат у члени ЦК КПРС у 1981—1986 роках. Депутат Ради Союзу Верховної ради СРСР 9—11-го скликань. Кандидат ветеринарних наук (1970).

## Життєпис
Народився в селянській родині.
1954 року закінчив Киргизький сільськогосподарський інститут імені К. І. Скрябіна. 
У 1954 році працював ветеринарним лікарем радгоспу «Джумгал» Джумгальского району Тянь-Шаньської області. У 1954—1958 роках — головний ветеринарний лікар радгоспу «Тон» Тонського району Іссик-Кульської області.
Член КПРС з 1957 року.
У 1957—1960 роках — директор радгоспу «Джумгал» Киргизької РСР.
Від 1960 року на партійній роботі. У 1960—1961 роках — секретар Джумгальского районного комітету КП Киргизії. У 1961—1962 роках — відповідальний організатор відділу партійних органів ЦК КП Киргизії.
У 1962—1963 роках — 1-й секретар Узгенського районного комітету КП Киргизії Ошської області. У 1963—1964 роках — секретар парткому Узгенського виробничого колгоспно-радгоспного управління Ошської області. У 1964—1968 роках — 1-й секретар Узгенського районного комітету КП Киргизії Ошської області.
22 березня 1968 — 1 березня 1971 року — секретар ЦК КП Киргизії.
1971 — 12 січня 1979 року — 1-й секретар Іссик-Кульського обласного комітету КП Киргизії.
10 січня 1979 — 14 січня 1981 року — голова Президії Верховної ради Киргизької РСР, одночасно від квітня 1979 до червня 1981 року був заступником голови Верховної ради СРСР.
14 січня 1981 — 20 травня 1986 року — голова Ради міністрів Киргизької РСР.
З 1986 року працював директором Киргизького науково-дослідного інституту ветеринарії.
Потім — персональний пенсіонер у місті Бішкеку.

## Нагороди і звання
- орден Жовтневої Революції
- три ордени Трудового Червоного Прапора
- медалі